# Central térmica Tarragona Power
La central térmica Tarragona Power es una central termoeléctrica de ciclo combinado situada en el término municipal de La Canonja. Su combustible es el gas natural. Principalmente suministra electricidad a las instalaciones de BASF Ibérica en el Complejo Petroquímico de Tarragona.
Cuenta con una potencia instalada de 417 MWe.
Su construcción terminó en diciembre de 2003 y costó 267 millones de Euros.
La operación y el mantenimiento corre a cargo de la filial de Iberdrola: Iberdrola Operación y Mantenimiento (Iomsa).

## Propiedad
Desde su construcción la central pertenecía al 50 % entre Iberdrola y RWE. En septiembre de 2008, Iberdrola compró el 50 % de RWE por xx millones de Euros.
La central de Tarragona Power está participada por:
- Iberdrola 100 %

## Datos técnicos
- Una turbina de gas (GE) y una turbina de vapor (Alstom) montadas en ejes diferentes.
- Dos generadores
- Una caldera de recuperación con post-combustión de 70 MW
- Dos calderas de producción de vapor de 150 ton/h
- Una planta de agua desmineralizada de 165 ton/h
- Aerocondensadores
- Subestación de 25 kV/220 kV.